# Клов
Клов — історична місцевість Києва, урочище у Печерському районі. Охоплює Кловський узвіз, провулок Івана Мар'яненка, Мечникова, а також розташоване понад ними Кловське плато (відоме як Липки).
Назва — від слова «клов» — вода, волога [джерело?] (у давні часи тут протікав Кловський струмок, що впадав у р. Либідь, зараз у колекторі).
Відомий з часів Київської Русі, у XI столітті тут було збудовано Кловський монастир (зруйнований 1240 року ордами хана Батия). У 1752—1756 роках споруджено Кловський палац (архітектори Й.-Г. Шедель, С. Д. Ковнір; вул. Пилипа Орлика № 8).
Існували Кловський бульвар (тепер вул. Мечникова), Кловська вулиця (тепер Гусовського) і провулок (тепер у складі Кловського узвозу).
Відомі також Кловська балка (долина) та Кловський яр.